# Гротеск

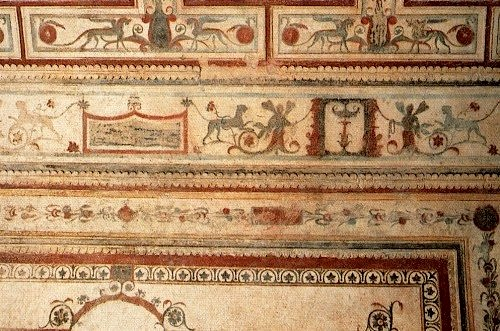
Гротески в Золотом доме Нерона (I век н.э.)

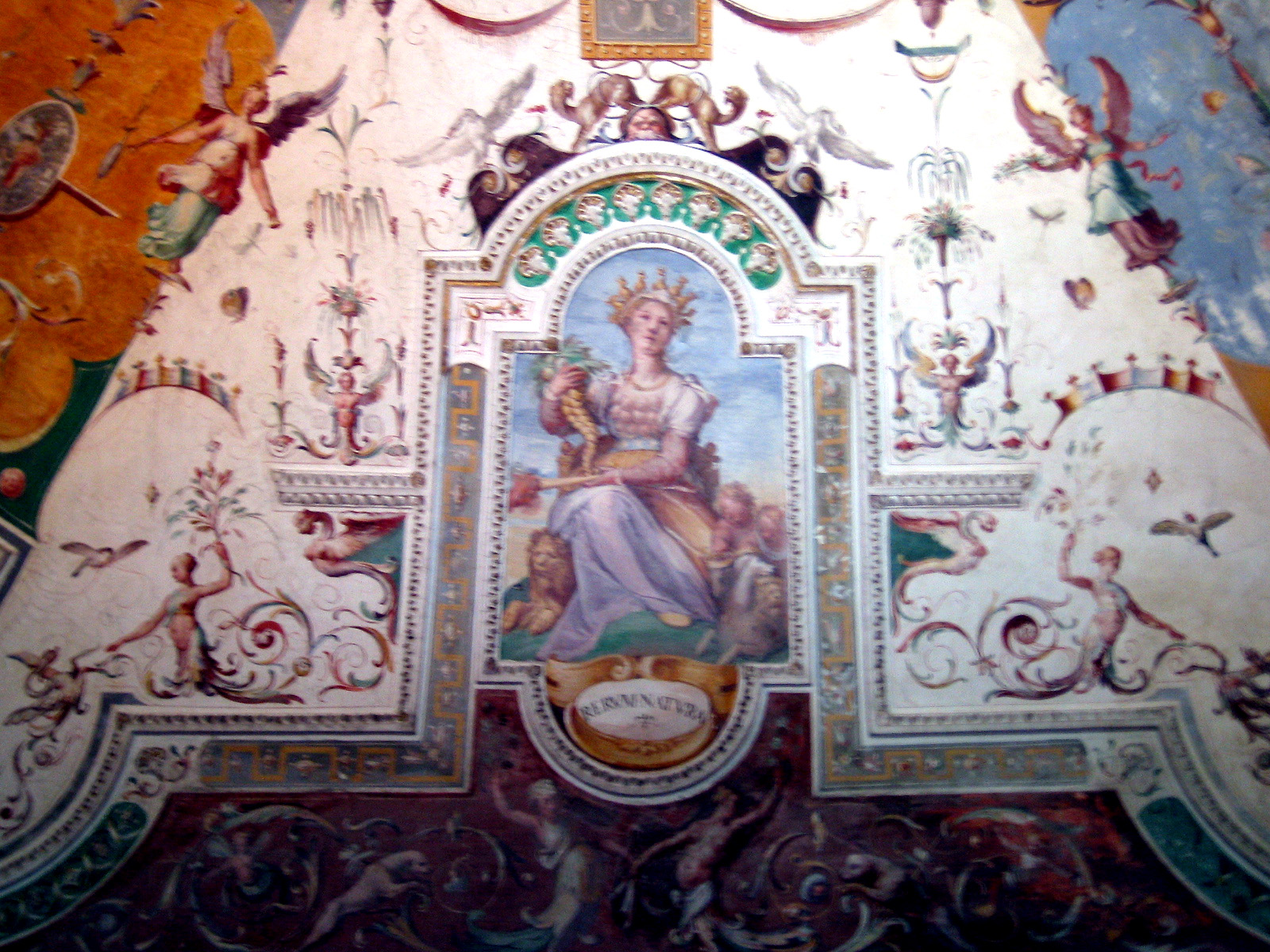
«Мать-природа» в окружении гротесков на фреске в Вилла д’Эсте

Гроте́ск (фр. grotesque, дословно — «причудливый», «комичный»; итал. grottesco — «причудливый», итал. grotta — «грот», «пещера») — способ художественного формообразования, жанр в искусстве, в котором комически или трагикомически обобщаются и заостряются жизненные отношения посредством причудливого и контрастного сочетания реального и фантастического, правдоподобия и карикатуры, гиперболы и алогизма. Гротескность, в частности, присуща художественному мышлению Аристофана, Ф. Рабле, Л. Стерна, Э. Т. А. Гофмана, Н. В. Гоголя, М. Твена, Ф. Кафки, М. А. Булгакова, М. Е. Салтыкова-Щедрина, А. П. Платонова, В. Н. Войновича.
В изобразительном, декоративном искусстве и орнаменте термин означает отдельный жанр, характерный причудливой композицией и фантастическими элементами.
В разговорной речи «гротескный» обычно означает «странный», «фантастический», «эксцентричный» или «уродливый» и, таким образом, часто используется для описания странных или искажённых форм, как, например, маски на карнавале или гаргульи на соборах.

## Этимология
Слово «гротеск» пришло в русский язык из французского. Первичное значение французского слова grotesque — буквально гро́товый, «относящийся к гроту» или «находящийся в гроте», происходит от (фр. grotesque, итал. grottesco — «причудливый», «затейливый», от итал. grotta — «пещера»). В 1481 году живописцы из Тосканы и Умбрии, приглашённые Папой Римским Сикстом IV для украшения Сикстинской капеллы в Ватикане — Д. Гирландайо, Пинтуриккио, Перуджино и Филиппо Липпи — обнаружили на вершине холма Оппия в центре Рима, в помещениях терм Тита, возведённых на руинах Золотого дома императора Нерона, необычные росписи (в некоторых источниках названы Термы Траяна, поскольку новые помещения Траяна возводили над прежними). Росписи большей частью располагались на сводах полузасыпанных землёй помещений (итал. grotto). В дальнейшем причудливые орнаменты из растительных побегов, маленьких фигурок, маскаронов, описанные Дж. Вазари в «Жизнеописаниях наиболее знаменитых живописцев, ваятелей и зодчих», получили распространение в разных видах искусства, а термин — более широкое толкование.

## В искусстве

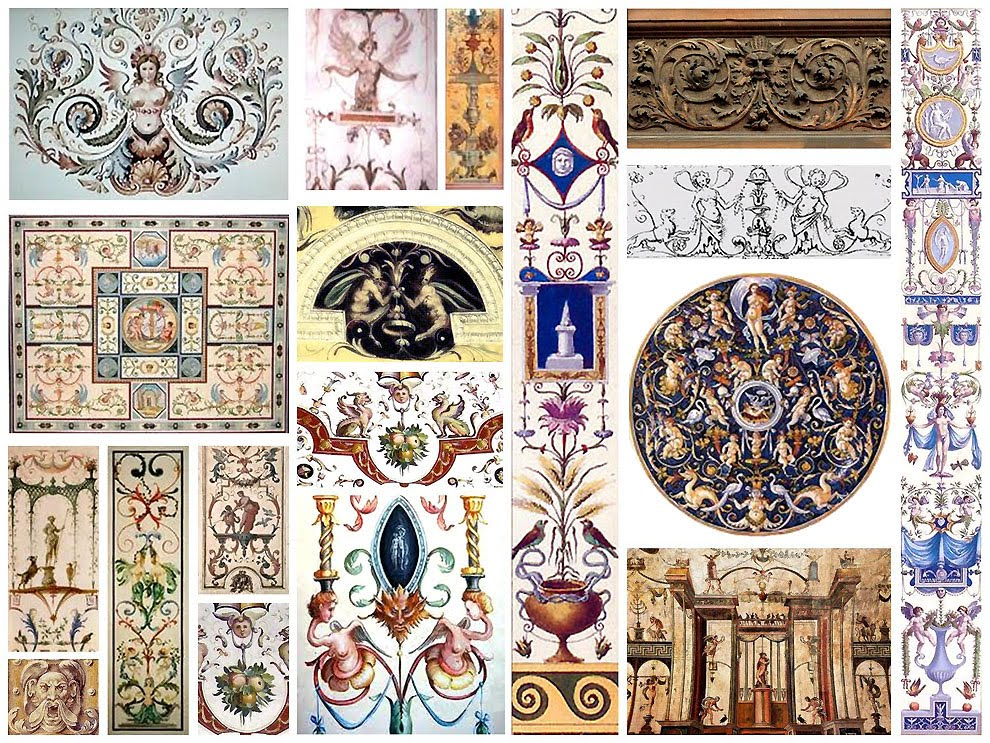
Ренессансные гротески (коллаж)

Понятие гротеска может относиться к специфической разновидности орнамента, в котором сочетаются изобразительные и декоративные мотивы, имеющие, как правило, причудливый либо фантастический характер. Подобные мотивы разрабатывались в искусстве итальянского Возрождения на основе античных орнаментов. Так, гротески присутствуют в многочисленных росписях, созданных Рафаэлем и его учениками (Лоджии Рафаэля в Ватиканском дворце, римские виллы Фарнезина и Мадама). За пределами Италии гротеск также стал излюбленным жанром художников маньеризма. Позднее под влиянием гротеска возник такой жанр, как каприччио. В искусстве XX века к гротеску обращались дадаисты, экспрессионисты, сюрреалисты.

## В литературе
Гротеск в литературе — одна из разновидностей комического приёма, которая сочетает в фантастической форме ужасное и смешное, безобразное и возвышенное, а также сближает далёкое, сочетает несочетаемое, переплетает нереальное с реальным, настоящее с будущим, вскрывает противоречия действительности. Как форма комического гротеск отличается от юмора и иронии тем, что в нём смешное и забавное неотделимы от страшного и зловещего; обычно образы гротеска несут в себе трагический смысл. В гротеске за внешним неправдоподобием, фантастичностью кроется глубокое художественное обобщение важных явлений жизни.
Как художественный образ гротеск отличается двуплановостью, контрастностью. Гротеск — всегда отклонение от нормы, условность, преувеличение, намеренная карикатура, поэтому он широко используется в сатирических целях. В советской литературе бытовало мнение, что гротеск и сатира — понятия почти одинаковые: гротеск — «форма сатирического изображения, сатиры без гротеска не бывает». Однако Г. Абромович, А. Бушмин, Б. Дземидок, Д. Николаев и В. Фролов эту точку зрения опровергают.
Примерами литературного гротеска могут служить повесть Н. В. Гоголя «Нос» или «Крошка Цахес, по прозванию Циннобер» Э. Т. А. Гофмана. Ряд великих реалистов XIX—XX веков — Гоголь, Салтыков-Щедрин, Достоевский, Диккенс, Брехт, Маяковский — были при этом ещё и мастерами гротеска. Именно на почве реализма гротеск расцвёл и показал свои возможности:32.
Реалистический гротеск принципиально по своему содержанию отличается от романтического. Романтический гротеск изображал человека зависимым от таинственных, потусторонних сил, реалистический же гротеск, применяя аналогичные или сходные с романтическим гротеском приёмы повествования, коренным образом изменяет их функциональное значение: в реализме они раскрывают подлинные связи между человеком и окружающим его обществом. Как и в романтизме, с героями реалистического гротеска происходят странные вещи, в их жизнь тоже вторгаются фантастические явления. Но этот фантастический сюжет даёт возможность вскрыть самые характерные признаки окружающей жизни, выявить то, что обычно ускользает от взгляда читателя, обнаружить зависимость людей от существующих социально-политических норм и установлений:58,179, в то время как в романтическом гротеске нередко проявлялись религиозно-идеалистические представления авторов об окружающей действительности, и в рамках этих представлений человек зависел от божественных или дьявольских сил, а не от социального и политического устройства общества и не от сил экономических и идеологических:314—315.
В рамках реализма гротеск глубоко погружён в прозу жизни, в повседневный быт. Благодаря реализму произошла психологизация гротеска, в рамках которого стали воплощаться обычные, не приметные с первого взгляда душевные переживания обычных людей. Гротеск возникает в рамках стремления к крайнему обобщению, извлечению смысла явлений, времени, подчас целой эпохи, что осуществляется благодаря предельному заострению, нарушению привычных связей, созданию особого гротескного микромира, содержащего в себе самое существенное из находящихся вне его явлений:51,57,59.
В XX веке, помимо авторской фантастической образности (например, пьесы В. В. Маяковского), в произведениях, содержащих гротеск, возобновляется применение мифологических и сказочных образов. Так, М. А. Булгаков в «Мастере и Маргарите» продолжает гофмановскую традицию на новом материале. В пьесах Шварца актуализируется сказочная образность, сочетаясь при этом с деталями современности.
В 1960-е годы гротескные образы используются в социальной сатире Стругацких («Сказка о Тройке», «Улитка на склоне» и др.) и в произведениях других авторов научной фантастики:39.

## В кинематографе
В 1920-е годы фильмы-буффонады считались гротескными и несерьёзными. В современном кинематографе понимание гротеска сменилось на обозначение вычурности, диссонанса, резкого контраста между отображаемым миром и сюжетом. Гротеск выражается в акцентировании или конфронтации диегетических и экстрадиегетических элементов фильма, так же как при акустическом воздействии в буффонаде.
Примером гротеска в кинематографе могут являться сатирические или абсурдные комедии, как, например, работы «Монти Пайтона», Тима Бёртона, фильмы «Зелёные мясники» (2003) и «Адамовы яблоки» (2005). Некомедийные произведения также используют приём гротеска («Сало́, или 120 дней Содома» П. П. Пазолини), приближаясь порой к жанру ужасов (фильмы Дэвида Кроненберга).

### На иностранных языках
- Bakhtin, Mikhail. Rabelais and his world (неопр.). — Bloomington: Indiana University Press, 1941.
- FS Connelly «Modern art and the grotesque» 2003 assets.cambridge.org
- Dacos, N. La découverte de la Domus Aurea et la formation des grotesques à la Renaissance (London) 1969.
- Lee Byron Jennings (1963) The ludicrous demon: aspects of the grotesque in German post-Romantic prose, Berkeley, University of California Press
- Kayser, Wolfgang (1957) The grotesque in Art and Literature, New York, Columbia University Press
- Kort, Pamela. Comic Grotesque: Wit And Mockery In German Art, 1870-1940 (англ.). — PRESTEL, 2002. — P. 208. Архивировано 4 марта 2008 года.
- Sheinberg, Esti. Ирония, сатира, пародия и гротеск в музыке Шостаковича (Irony, satire, parody and the grotesque in the music of Shostakovich (in English)) (англ.). — UK: Ashgate, 2000. — P. 378. Архивировано 17 октября 2007 года.
- Selected bibliography by Philip Thomson, The Grotesque, Methuen Critical Idiom Series, 1972.